# Třída St. Louis
Třída St. Louis byla třída lehkých křižníků amerického námořnictva v období druhé světové války. Tvořily ji dva křižníky, které byly mírně vylepšenou verzí předchozí třídy Brooklyn. Ve službě byly v letech 1939–1946. Oba bojovaly ve druhé světové válce. Křižník Helena byl potopen roku 1943 v bitvě v zálivu Kula. St. Louis byl po válce prodán Brazílii, kde v letech 1951–1976 sloužil jako Tamandaré (C12).

## Stavba
Celkem byly postaveny dva křižníky této třídy, lišící se od třídy Brooklyn zejména upraveným pohonným systémem a umístěním 127mm kanónů do dvoudělových věží. První postavila loděnice Newport News Shipbuilding v Newport News a druhý loděnice New York Navy Yard v Brooklynu.
Jednotky třídy St. Louis:
| Jméno                 | Loděnice                  | Založení kýlu | Spuštěna       | Vstup do služby   | Poznámka |
| --------------------- | ------------------------- | ------------- | -------------- | ----------------- | --- |
| USS St. Louis (CL-49) | Newport News Shipbuilding | 1936          | 15. dubna 1938 | 19. května 1939   | Vyřazen 1946, v letech 1951–1976 sloužil v brazílském námořnictvu jako Tamandaré (C12), roku 1980 se potopil během vlečení k sešrotování. |
| USS Helena (CL-50)    | New York Navy Yard        | 1936          | 28. srpna 1938 | 14. prosince 1939 | Dne 6. července 1943 byl potopen v bitvě v zálivu Kula.                                                                                   |

## Konstrukce

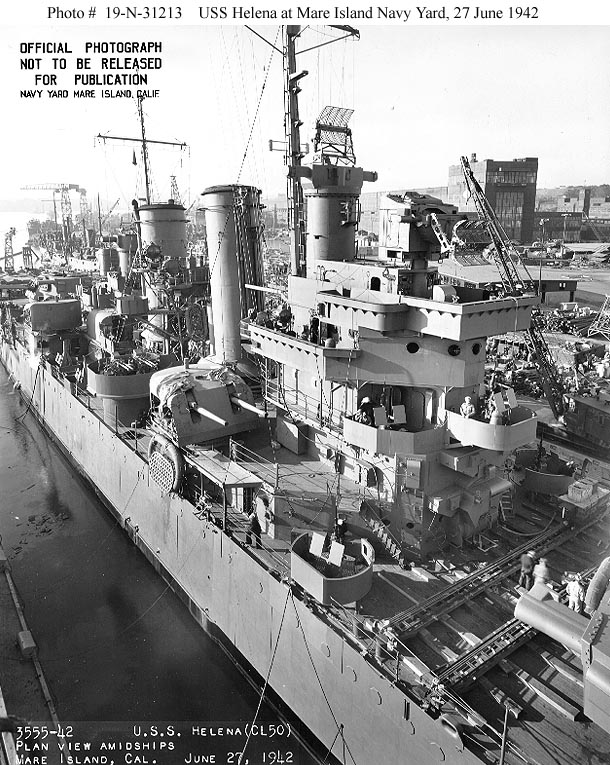
USS Helena (CL-50)

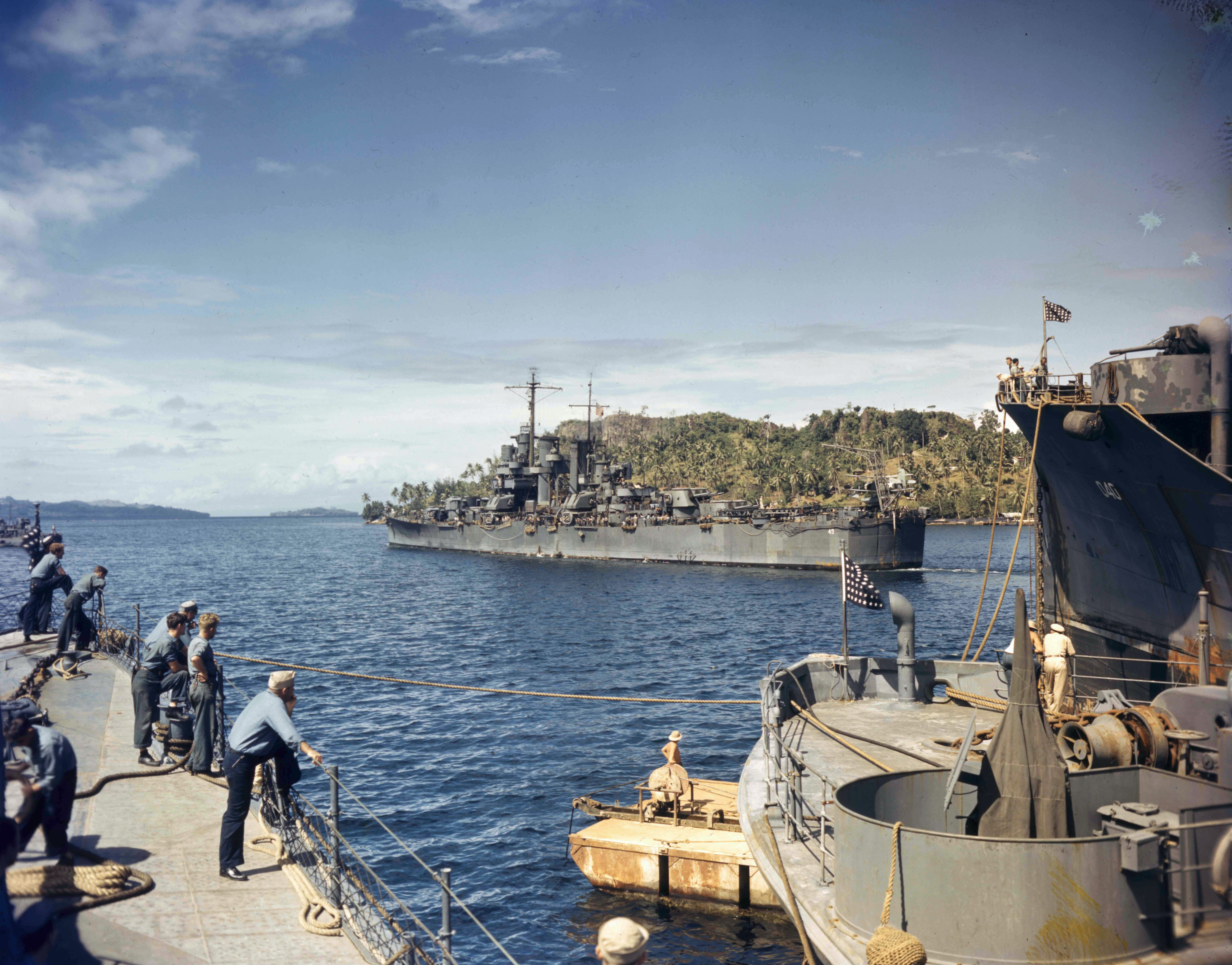
USS St. Louis (CL-49) v Tulagi v roce 1943

Základní výzbroj představovalo patnáct 152mm kanónů ve třídělových věžích, dále osm 127mm kanónů a osm 12,7mm kulometů. Pohonný systém tvořilo osm kotlů Babcock & Wilcox a čtyři turbíny Westinghouse o výkonu 100 000 shp, pohánějící čtyři lodní šrouby. Nejvyšší rychlost dosahovala 32,5 uzlu. Dosah byl 10 000 námořních mil při rychlosti 15 uzlů.

## Služba
Obě plavidla bojovala v Pacifiku. Helena byla lehce poškozena japonským náletem při útoku na Pearl Harbor. Po dalších dvou letech intenzivního nasazení v Pacifiku byla loď dne 6. července 1943 v bitvě v zálivu Kula fatálně poškozena torpédy torpédoborců Suzukaze a Tanikaze.
St. Louis válku přečkal i přes několik poškození a jeden případ, kdy ho zasáhl japonský pilot kamikaze. Křižník byl v roce 1951 prodán do Brazílie a přejmenován na Tamandaré. Ze služby byl vyřazen až v roce 1976. Loď se potopila v roce 1980, když byla vlečena k sešrotování.